# Magyarország leghosszabb hídjai
Magyarország 100 m-nél nagyobb legnagyobb közúti és vasúti hídjai, valamint jelentősebb gyalogos hídjainak, völgyhídjainak a listája. A felsorolás nem tartalmazza a vasútvonalak, pályaudvarok felett átívelő gyalogos hidakat.

## Magyarország leghosszabb közúti hídjai
| Név                                                                         | Kép | Település                                 | Vármegye                                                       | Áthidalt terepakadály | Átadás éve | Teljes hossza (méter) | Legnagyobb nyílás    | Funkció | Egyéb |
| --------------------------------------------------------------------------- | --- | ----------------------------------------- | -------------------------------------------------------------- | --- | ---------- | --------------------- | -------------------- | --- | --- |
| Kőröshegyi völgyhíd                                                         |     | Zamárdi és Balatonszárszó                 | Somogy vármegye                                                | Kőröshegyi-Séd völgye | 2007       | 1872                  | 120                  | M7-es autópálya völgyhídja | |
| Megyeri híd                                                                 |     | Budapest                                  | Budapest                                                       | Duna | 2008       | 1861,35               | 300                  | M0-s autóút közúti hídja | |
| Pentele híd                                                                 |     | Dunaújváros                               | Fejér vármegye                                                 | Duna | 2007       | 1682                  | 308                  | M8-as autópálya közúti hídja | |
| Monostori híd                                                               |     | Komárom                                   | Komárom-Esztergom vármegye                                     | Duna | 2020       | 1500                  | 252                  | közúti híd | |
| Tomori Pál híd                                                              |     | Kalocsa és Paks                           | Tolna vármegye, Bács-Kiskun vármegye                           | Duna | 2024       | 1133                  | 200                  | 512-es főút 2 × 1 sávos közúti hídja | kétoldali ártéri hidak acél keresztmetszettel készülnek, addig a mederhíd úgynevezett hybrid szerkezetű, beton és acél keverék lesz a súlycsökkentést és a gyors hídépítést szolgálva, pilonmagasság 22 m                                                   |
| Árpád híd (Budapest)                                                        |     | Budapest                                  | Budapest                                                       | Duna | 1950       | 981                   |                      | közúti híd | A teljes híd 1984-ben készült el |
| Csömöri úti (Budapest)                                                      |     | Budapest                                  | Budapest                                                       | Körvasút | 1979       | 279,50                | 17,95                | közúti híd | 15 nyílású felsőpályás gerenda híd |
| Szebényi völgyhíd                                                           |     | Szebény                                   | Baranya vármegye                                               | Szebényi-vízfolyás völgye | 2010       | 866                   | 78                   | M6-os autópálya híd | 9 nyílású gerenda (lemez, rácsos gerenda főtartó is) hegesztett gerinclemezes szekrénytartó, ortotrop pályával |
| Új Ráckevei Duna-híd (Budapest)                                             |     | Budapest                                  | Budapest                                                       | Duna | tervezett  | 242                   |                      | közúti híd | kosáríves függesztőkábeles ívhíd |
| Szent László híd                                                            |     | Szekszárd                                 | Tolna vármegye                                                 | Duna | 2003       | 919,60                | -                    | M9-es autóút hídja | |
| Deák Ferenc híd                                                             |     | Budapest                                  | Budapest                                                       | Duna | 1990, 2013 | 770                   | 108,5                | M0-s autóút közúti hídja | [ 3 ] |
| Budapest, X. kerület, Ferihegyi repülőtérre vezető úti Üllői út feletti híd |     | Budapest                                  | Budapest                                                       | Üllői út | 1980       | 239,60                |                      | 9 nyílású közúti előregyártott vasbeton gerendahíd | |
| Ferihegyi repülőtérre vezető út felüljárója                                 |     | Budapest                                  | Budapest                                                       | Budapest–Záhony-vasútvonal, Budapest–Kecskemét-vasútvonal                                                                                            | 2001       | 309,40                |                      | 11 nyílású közúti előregyártott vasbeton gerendahíd | |
| Budapest, X. kerület, Jászberényi úti MÁV vágányok feletti híd              |     | Budapest                                  | Budapest                                                       | Budapest–Újszász–Szolnok-vasútvonal | 1975       | 235,80                |                      | 9 nyílású közúti előregyártott vasbeton gerendahíd | |
| Gyáli úti felüljárók                                                        |     | Budapest                                  | Budapest                                                       | Körvasút | 1996       | 372,49 és 364,11      |                      | 1 nyílású közúti híd | a két felüljáró önálló szerkezetet alkot egymás mellett |
| Bertalan híd (Szeged)                                                       |     | Szeged                                    | Csongrád-Csanád vármegye                                       | Tisza | 1979       | 762                   |                      | közúti híd | |
| Izabella híd (Szeged)                                                       |     | Szeged                                    | Csongrád-Csanád vármegye                                       | Szeged–Kötegyán-vasútvonal | 1976       | 161,10                |                      | 8 nyílású gerenda híd | |
| Szapáry híd                                                                 |     | Szolnok                                   | Jász-Nagykun-Szolnok vármegye                                  | Tisza | 2022       | 756                   |                      | M4 autópálya közúti hídja | Átadása 2022. 02. 22-én megtörtént |
| Jászkun híd                                                                 |     | Szolnok                                   | Jász-Nagykun-Szolnok vármegye                                  | Zagyva | 2022       | 168                   |                      | M4 autóút közúti hídja | Átadása 2022. 02. 22-én megtörtént |
| M4 Millér-híd                                                               |     | Szolnok                                   | Jász-Nagykun-Szolnok vármegye                                  | Millér-csatorna | 2022       | 110                   |                      | M4 autóút közúti hídja | Átadása 2022. 02. 22-én megtörtént |
| M4 Dusnok-patak felüljáró                                                   |     | Nagykereki                                | Hajdú-Bihar vármegye                                           | Dusnok-patak | 2020       | 376,40                | 60                   | M4 autópálya közúti hídja | A híd szerkezeti rendszere: kétpályás, kilenc nyílású, folytatólagos, többtámaszú gerenda híd. Felszerkezete: ortotróp pályalemezes; pályánként három főtartós acélszerkezet. Támaszközök: 22.50+3×45.00+60.00+3×45.00+22.50 m. Hídszélesség: 28,23 m.      |
| Móra Ferenc híd                                                             |     | Szeged és Maroslele                       | Csongrád-Csanád vármegye                                       | Tisza | 2011       | 661                   | 180                  | M43 autópálya közúti hídja | |
| Margit híd                                                                  |     | Budapest                                  | Budapest                                                       | Duna | 1876       | 607,60                |                      | közúti híd | |
| Szent Márton híd                                                            |     | Zalalövő                                  | Zala vármegye                                                  | Zala-folyó, 7411-es út és Boba–Bajánsenye-vasútvonal                                                                                                 | 2016       | 601                   |                      | 86-os főút hídja | 8 nyílású, folytatólagos, többtámaszú felsőpályás acél gerenda híd |
| Kiskörei Tisza-híd                                                          |     | Kisköre és Abádszalók                     | Heves vármegye, Jász-Nagykun-Szolnok vármegye                  | Tisza | 1887       | 584                   | 64                   | 55-ös főút és Bátaszék–Kiskunhalas-vasútvonal közúti és vasúti híd | |
| Türr István híd                                                             |     | Baja                                      | Bács-Kiskun vármegye                                           | Duna | 1908       | 582                   | 103,48               | közúti és vasúti híd | |
| Vasszentmihályi völgyhíd                                                    |     | Vasszentmihály                            | Vas vármegye                                                   | Vörös-patak völgye | épülő      | 575                   | 58                   | M8-as autópálya hídja | 10 nyílású nyílású acél főtartós öszvér felszerkezetű völgyhíd |
| II. Rákóczi Ferenc Tisza-híd                                                |     | Cigánd és Tiszakanyár                     | Borsod-Abaúj-Zemplén vármegye, Szabolcs-Szatmár-Bereg vármegye | Tisza | 1994       | 532                   | 106                  | 381-es főút közúti hídja | [ 6 ] |
| Pinka ártéri híd                                                            |     | Magyarnádalja-Körmend                     | Vas vármegye                                                   | Pinka ártér, Nádaljai övárok, a Pinka balparti árvédelmi töltést, a Csencsi-patak, illetve a Natura 2000 védelem alatt álló területek együttes hídja | épülő      | 303,59                | 43                   | M8-as autópálya hídja | 9 nyílású acél főtartós öszvér felszerkezetű völgyhíd |
| M44 Tisza-híd                                                               |     | Tiszaug                                   | Bács-Kiskun vármegye                                           | Tisza | 2021       | 530                   | 152                  | M44 autóút hídja | 9 nyílású ellipszis kapuzatú ferdekábeles mederhíd. A pilonok deformált ellipszis alakúak. A ferdekábeleken függesztett hídpálya legyező formájú szabad kábel elrendezéssel rögzítettek. A hídpilonok végső magassága 41,6 méter. Átadva 2021. december 15. |
| Beszédes József híd                                                         |     | Dunaföldvár                               | Tolna vármegye                                                 | Duna | 1930       | 518                   | 136,80               | 52-es főút közúti hídja | 2001-ig volt vasúti híd is |
| Mária Valéria híd                                                           |     | Esztergom                                 | Komárom-Esztergom vármegye                                     | Duna | 1895       | 517,60                | 119                  | közúti híd | mai híd 2001-ben épült újjá |
| M0 Soroksári Duna-híd                                                       |     | Budapest és Dunaharaszti                  | Budapest, Pest vármegye                                        | Duna | 1990, 2013 | 500                   | 74                   | M0-s autóút közúti hídja | [ 8 ] |
| Szentes–csongrádi közúti Tisza-híd                                          |     | Szentes és Csongrád                       | Csongrád-Csanád vármegye                                       | Tisza | 1981       | 495,20                | 90                   | 451-es főút közúti hídja | |
| Rákóczi híd                                                                 |     | Budapest                                  | Budapest                                                       | Duna | 1995       | 494,8                 | 94,72                | közúti híd | |
| Érdi tető közúti híd                                                        |     | Nagytétény                                | Pest vármegye                                                  | 40a vasút, közút | 2008       | 101,20                | 40                   | Barackos utcára csatlakozó helyi önkormányzati út hídja | gerinclemezes acél főtartós gerendahíd, támaszközök: 30,60m+40,00m+30,60m=101,20 m |
| Érdi tető-M6 híd                                                            |     | Nagytétény                                | Pest vármegye                                                  | Budapest–Pécs-vasútvonal 40a vasút, közút | 2008       | 111,76                | 50,61                | M6-os autópálya hídja | Vasbeton lemezzel együttdolgozó acél főtartós gerendahíd, balpálya: 30,58m+50,61m+30,57m=111,76m; jobbpálya: 28,88m+47,89m+28,87m=106,64m |
| Adony M6 felüljáró                                                          |     | Adony                                     | Fejér vármegye                                                 | Budapest–Pécs-vasútvonal, közút | 2006       | 249                   | 24,9                 | M6-os autópálya hídja | 10 nyílású gerenda (lemez, rácsos gerenda főtartó is) |
| Himesházai árok völgyhíd                                                    |     | Himesháza                                 | Baranya vármegye                                               | Himesházai-árok | 2006       | 491                   |                      | M6-os autópálya hídja | |
| Palotabozsoki-vízfolyás-völgyhíd                                            |     | Véménd                                    | Baranya vármegye                                               | Palotabozsoki-vízfolyás | 2010       | 481                   |                      | M6-os autópálya hídja | |
| Csele-patak-völgyhíd                                                        |     | Szűr és Himesháza                         | Baranya vármegye                                               | Csele-patak | 2010       | 450                   |                      | M6-os autópálya hídja | |
| M44 Berkó Dezső Kőrös-híd                                                   |     | Kunszentmárton                            | Jász-Nagykun-Szolnok vármegye                                  | Körösök | 2019       | 450                   | 98                   | M44 autóút híd\|ja\| 9 nyílású híd, a mederhíd egynyílású, 98 méter hosszú, acél pályaszerkezetű, acélrudakkal függesztett ívhíd,átadása: 2019.szeptember 5.\|                                                                         | |
| M44 Kőrös baloldali ártéri híd                                              |     | Kunszentmárton                            | Jász-Nagykun-Szolnok vármegye                                  | Körösök | 2019       | 261                   |                      | M44 autóút hídja | |
| Endrődi Hármas-Körös-híd                                                    |     | Gyomaendrőd                               | Békés vármegye                                                 | Hármas-Körös | 2010       | 214,94                | 48,70                | 46-os főút hídja | 7 nyílású alsópályás, ortotróp pályalemezes acél ívhíd |
| Kunszentmártoni Hármas-Körös-híd                                            |     | Kunszentmárton                            | Jász-Nagykun-Szolnok vármegye                                  | Körösök | 1975       | 222                   | 72                   | 44-es főút hídja | 6 nyílású vasbeton híd, támaszközök: 37,50+72,00+37,55+25,10+25,10+25,10 |
| Köröstarcsai Kettős-Körös-híd                                               |     | Köröstarcsa                               | Békés vármegye                                                 | Körösök | 1977       | 222                   | 72                   | 47-es főút hídja | 4 nyílású vasbeton híd, támaszközök: 37,50+72,00+37,55+25,05 |
| Körösladányi Sebes-Körös-híd                                                |     | Körösladány                               | Békés vármegye                                                 | Sebes-Körös | 1979       | 147                   | 72                   | 47-es főút híd | 3 nyílású vasbeton híd, támaszközök: 37,50+72,00+37,50 |
| Dobozi Kettős-Körös-híd                                                     |     | Doboz                                     | Békés vármegye                                                 | Körösök | 1982       | 234,40                | 85,80                | 4239-es jelű összekötő út hídja | 5 nyílású vasbeton híd, támaszközök: 33,12+32,80+41,20+85,80+41,52 |
| Kettős-Körös-híd (Békés)                                                    |     | Békés                                     | Békés vármegye                                                 | Körösök | 1985       | 213,50                | 77,80                | 4238-as jelű összekötő út hídja | 5 nyílású vasbeton híd, támaszközök: 31,30+31+38,05++77,80+35,35 |
| Tiszavirág híd                                                              |     | Szolnok                                   | Jász-Nagykun-Szolnok vármegye                                  | Tisza | 2011       | 444                   | 120                  | gyalogos és kerékpáros híd | |
| Szent István híd                                                            |     | Szolnok                                   | Jász-Nagykun-Szolnok vármegye                                  | Tisza | 1992       | 418                   |                      | 4-es főút közúti híd | [ 12 ] |
| Erzsébet híd (Komárom)                                                      |     | Komárom                                   | Komárom-Esztergom vármegye                                     | Duna | 1892       | 415                   | 102                  | 4-es főút közút híd | |
| Polgári Tisza-híd                                                           |     | Oszlár és Polgár                          | Borsod-Abaúj-Zemplén vármegye, Hajdú-Bihar vármegye            | Tisza | 2002       | 405,50                | 102                  | M3 autópálya hídja | |
| Görbeházi elágazás autópálya csomóponti ág hídja                            |     | Görbeháza                                 | Hajdú-Bihar vármegye                                           | M3-as autópálya | épülő      | 101,50                | 16,90                | M3 és M35 autópálya hídja | hat nyílású előregyártott vasbeton gerenda híd |
| Széchenyi lánchíd                                                           |     | Budapest                                  | Budapest                                                       | Duna | 1849       | 380                   | 203                  | közúti híd | |
| Erzsébet híd                                                                |     | Budapest                                  | Budapest                                                       | Duna | 1903       | 378,60                | 290                  | közúti híd | mai híd 1964-ben épült |
| Petőfi híd                                                                  |     | Budapest                                  | Budapest                                                       | Duna | 1937       | 378                   | 154                  | közúti híd | |
| Árpád híd (Pécs)                                                            |     | Pécs                                      | Baranya vármegye                                               | Budapest–Pécs-vasútvonal és Pécs–Mohács-vasútvonal                                                                                                   | 1974       | 374,10                | 29,80                | Sablon:58-as főút (Magyarország) | felújítva 2013-ban |
| Vámosszabadi híd                                                            |     | Vámosszabadi                              | Győr-Moson-Sopron vármegye                                     | Duna | 1942       | 361                   |                      | 14-es főút | |
| Erzsébet híd (Jaminai híd)                                                  |     | Békéscsaba                                | Békés vármegye                                                 | Szajol–Lőkösháza-vasútvonal | 2015       | 360                   | 120                  | 444-es út | Alsópályás, egypilonos, hárfa húrozású ferdekábeles híd |
| Flórián téri felüljáró                                                      |     | Budapest                                  | Budapest                                                       | közút | 1982-1984  | 360 és 320            | 34 és 26             | közúti híd | Felújítva 2002-ben |
| M1-es autópálya Rába-híd                                                    |     | Győr                                      | Győr-Moson-Sopron vármegye                                     | Rába | 1994       | 354,60                | 63,40                | M1-es autópálya közúti híd | Az autópálya irányaihoz igazodó két darab külön álló híd |
| Rákos-patak völgyhíd                                                        |     | Budapest                                  | Budapest                                                       | Rákos-patak és Budapest–Sátoraljaújhely-vasútvonal                                                                                                   | 2008       | 340                   |                      | M0-s autóút híd | |
| Szabadság híd                                                               |     | Budapest                                  | Budapest                                                       | Duna | 1896       | 333,6                 | 170,75               | közúti híd | |
| BAH-csomópont                                                               |     | Budapest                                  | Budapest                                                       | közút | 1976       | 330                   |                      | közúti híd | Felújítva 1988-ban |
| Nyugati téri felüljáró                                                      |     | Budapest                                  | Budapest                                                       | közút | 1981       | 261,20                | 40                   | közúti híd | 9 nyílású vasbeton felüljáró, támaszközei: 20+30+30+30+40+30+30+30+20 |
| Erzsébet híd budai lejáró                                                   |     | Budapest                                  | Budapest                                                       | közút | 1964       | 330                   | 23                   | közúti híd | [ 21 ] |
| Belső-réti patak völgyhíd II.                                               |     | Bátaszék                                  | Tolna vármegye                                                 | Belső-réti patak völgye | 2010       | 313                   |                      | M6-os autópálya hídja | |
| Sibrik Miklós úti felüljáró                                                 |     | Budapest                                  | Budapest                                                       | Budapest–Záhony-vasútvonal és Budapest–Kecskemét-vasútvonal                                                                                          | 1978       | 312,14                |                      | közúti híd | Felújítva 1989-ben, átépítve 2014-2016. |
| Tiszaugi közúti Tisza-híd                                                   |     | Tiszaug és Lakitelek                      | Bács-Kiskun vármegye                                           | Tisza | 2001       | 311,60                | 103                  | közúti híd | |
| Tisza-híd (Záhony)                                                          |     | Záhony                                    | Szabolcs-Szatmár-Bereg vármegye                                | Tisza | 1929       | 310                   | 100                  | közúti híd | |
| Kacsóh Pongrác úti felüljáró                                                |     | Budapest                                  | Budapest                                                       | közút | 1970-1982  | 307 és 299            |                      | Hungária körgyűrű és Budapest–Záhony-vasútvonal | Felújítva 1998-99-ben |
| M31 völgyhíd                                                                |     | Kerepes                                   | Pest vármegye                                                  | Ökörtelek-völgy | 2010       | 283,15                | 32,51                | M31-es autópálya híd | |
| Belső-réti patak völgyhíd I.                                                |     | Bátaszék                                  | Tolna vármegye                                                 | Belső-réti patak völgye | 2010       | 280                   |                      | M6-os autópálya hídja | |
| Márkói völgyhíd                                                             |     | Márkó                                     | Veszprém vármegye                                              | Malom utca | 2009       | 278                   |                      | 8-as főút hídja | |
| Ebhegyi völgyhíd                                                            |     | Balatonszárszó                            | Somogy vármegye                                                | völgy | 2007       | 266                   | 40                   | M7 közúti híd | [ 23 ] |
| Ferdinánd híd                                                               |     | Budapest                                  | Budapest                                                       | Sablon:Vvr70 és Budapest–Záhony-vasútvonal | 1874       | 253                   |                      | közúti felüljáró | mai híd 1940-ben épült |
| Csepeli átjáró                                                              |     | Budapest XX. kerülete                     | Budapest                                                       | 5-ös főút, H6-os HÉV és Budapest–Kelebia-vasútvonal                                                                                                  | 1980       | 239,95                |                      | közúti felüljáró | |
| Nagytétényi út                                                              |     | Budapest                                  | Budapest                                                       | Budapest–Pécs-vasútvonal | 1994       | 235                   |                      | M0-s autóút híd | 2010-ben elkészült a második pálya is |
| GOH csomópont                                                               |     | Soroksár                                  | Budapest                                                       | 510-es főút, H6-os HÉV]] és Gyáli-patak | 1976       | 229,50                |                      | közúti felüljáró | |
| Zrínyi Miklós híd                                                           |     | Letenye és Muracsány                      | Zala vármegye                                                  | Mura | 2008       | 216                   | 48                   | M7 és A4 közúti híd | |
| II. Rákóczi Ferenc híd                                                      |     | Vásárosnamény, Gergelyiugornya            | Szabolcs-Szatmár-Bereg vármegye                                | Tisza | 2013       | 216                   |                      | közúti híd | [ 24 ] |
| Erzsébet királyné híd                                                       |     | Tokaj és Rakamaz                          | Borsod-Abaúj-Zemplén vármegye                                  | Tisza | 1961       | 204,12                | 104,12               | közúti híd | |
| Tildy híd                                                                   |     | Tahitótfalu                               | Pest vármegye                                                  | Szentendrei-Duna | 1914       | 201,60                |                      | közúti híd | Átépítve 1978-ban |
| Gubacsi híd                                                                 |     | Budapest                                  | Budapest                                                       | Ráckevei-Duna | 1924       | 191,50                |                      | közúti híd | mai híd 1947-ben épült |
| Szent István völgyhíd                                                       |     | Veszprém                                  | Veszprém vármegye                                              | Séd-patak völgye | 1937       | 185                   | 46                   | közúti híd | |
| 1-es főúti Béke híd                                                         |     | Győr                                      | Győr-Moson-Sopron vármegye                                     | Rába | 1969       | 182,40                |                      | 1-es főút közúti híd | [ 19 ] |
| Győri „Bisinger” teherpályaudvar feletti híd                                |     | Győr                                      | Győr-Moson-Sopron vármegye                                     | 14-es főút és iparvágány | 1969       | 216,40                | 30,20                | 1-es főút közúti hídja | [ 26 ] |
| Győri Ipar úti felüljáró (Púpos híd)                                        |     | Győr                                      | Budapest–Hegyeshalom–Rajka-vasútvonal                          | 1977 | 197,60     | -                     | Ipar út közúti hídja | Előregyártott, utófeszített tartókkal kialakított szerkezet, keleti oldalán gyalogjáróval ellátott 15 méter széles híd (2×2 sáv), 8 támaszközzel: 3×22m+2×28m+3×22m. A felüljáró híd mindkét oldalán körlépcső vezet a gyalogjárdához. | |
| Petőfi híd (Győr)                                                           |     | Győr                                      | Győr-Moson-Sopron vármegye                                     | Mosoni-Duna | 1933       | 170                   |                      | közúti híd | Újjáépült 2009-ben |
| Baross híd (Győr)                                                           |     | Győr                                      | Győr-Moson-Sopron vármegye                                     | Győr vasútállomás | 1893       | 130                   |                      | közúti híd | Újjáépült 1948-ban, átépült 1957-ben és 1980-ban |
| Kossuth híd (Győr)                                                          |     | Győr                                      | Győr-Moson-Sopron vármegye                                     | Mosoni-Duna | 1929       | 126                   |                      | közúti híd | Újjáépült 1950-ben |
| Új Mosoni Duna híd (Győr)                                                   |     | Győr                                      | Győr-Moson-Sopron vármegye                                     | Mosoni-Duna | tervezett  | 213,6                 |                      | közúti híd | egykábelsíkos felfüggesztésű, ferdekábeles, acélszerkezetű műtárgy, a teljes magassága 69 méter, a pilon magassága pedig 62,92 méter |
| Jedlik Ányos híd                                                            |     | Győr                                      | Győr-Moson-Sopron vármegye                                     | Mosoni-Duna | 2010       | 141,2                 | 63                   | közúti híd | gerendahíd 41,0 + 63,00m + 36,0 m, a híd alaprajzilag részben íves, a pálya 1800 m sugarú domború lekerekítésben fekszik, |
| Klatsmányi híd                                                              |     | Győr                                      | Győr-Moson-Sopron vármegye                                     | Mosoni-Duna | 2018       | 395                   | 180                  | 813-as főút /keleti elkerülő/ hídja | |
| Dulácska völgyhíd                                                           |     | Törökbálint                               | Pest vármegye                                                  | Hosszúréti-árok | 1994       | 181,80                | 33,90                | M0-s autóút híd | 2010-ben elkészült a második pálya is |
| Pomázi úti felüljáró                                                        |     | Budapest                                  | Budapest                                                       | Budapest–Esztergom-vasútvonal | 2016       | 176                   | 33,61                | Pomázi út és Aranyhegyi út | |
| Homokkerti felüljáró                                                        |     | Debrecen                                  | Hajdú-Bihar vármegye                                           | Budapest–Záhony-vasútvonal, Debrecen–Nyírábrány-vasútvonal és Apafa–Mátészalka-vasútvonal                                                            | 1973       | 174,80                |                      | közúti felüljáró | felújítva 2010-ben |
| Helsinki úti felüljáró                                                      |     | Budapest XX. kerülete                     | Budapest                                                       | H6-os HÉV | 1989       | 170,18                |                      | közúti híd a Nagysándor József utcánál | |
| Varasdi völgyhíd                                                            |     | Mecseknádasd                              | Baranya vármegye                                               | Varasdi-patak völgye | 1953       | 169,80                | 98                   | 6-os főút hídja | |
| Szilas-patak-völgyhíd                                                       |     | Nagytarcsa                                | Pest vármegye                                                  | Szilas-patak | 2010       | 168                   | 32,45                | M31-es autópálya híd | |
| Kilenclyukú híd                                                             |     | Hortobágy                                 | Hajdú-Bihar vármegye                                           | Hortobágy folyó | 1833       | 167,3                 |                      | 33-as főút hídja | |
| Szent Márton híd                                                            |     | Zalalövő                                  | Zala vármegye                                                  | Boba–Bajánsenye-vasútvonal és Zala-folyó | 2016       | 160                   |                      | 86-os főút hídja | [ 5 ] |
| Csaba úti felüljáró                                                         |     | Szombathely                               | Vas vármegye                                                   | Szombathely–Nagykanizsa-vasútvonal és Szombathely–Szentgotthárd-vasútvonal                                                                           | 2012       | 156                   |                      | közúti híd | |
| Belvárosi híd (Szeged)                                                      |     | Szeged                                    | Csongrád-Csanád vármegye                                       | Tisza | 1883       | 147                   | 48                   | 1948-ban újjáépítve | |
| Bolondúti völgyhíd                                                          |     | Zengővárkony                              | Baranya vármegye                                               | völgy | 1954       | 141,00                |                      | 6-os főút hídja | 5 nyílású, monolit 2 vasbeton bordás lemezhíd |
| Egri Ráckapu téri felüljáró                                                 |     | Eger                                      | Heves vármegye                                                 | Ráckapu tér | 1980       | 147,00                | 20,40                | 25-ös főút hídja | 7 nyílású, gerenda (lemez, rácsos gerenda főtartó is) híd, amely 150 m sugarú ívben kanyarodik |
| Körhíd                                                                      |     | Budaörs                                   | Pest vármegye                                                  | M1 és M7-es autópálya közös szakasza | 2000       | 140                   |                      | közúti felüljáró | [ 38 ] |
| Meszlényi híd                                                               |     | Hatvan                                    | Heves vármegye                                                 | Budapest–Sátoraljaújhely-vasútvonal és Hatvan–Somoskőújfalu-vasútvonal                                                                               | 2015       | 131,54                | 56                   | közúti híd | Boldog Meszlényi Zoltán |
| Nádasdy Ferenc híd                                                          |     | Sárvár                                    | Vas vármegye                                                   | Rába | 2004       | 129                   | 78                   | 84-es főút közúti híd | [ 40 ] |
| Ócsai úti felüljáró                                                         |     | Soroksár                                  | Budapest                                                       | Budapest–Kelebia-vasútvonal | 1974       | 128,66                |                      | 5 nyílású közúti híd | |
| M30 Sajó-híd (Miskolc)                                                      |     | Miskolc                                   | Borsod-Abaúj-Zemplén vármegye                                  | Sajó | 2004       | 118,90                |                      | M30-as autópálya híd | kettős híd: útpályánként 1-1 db készült belőle |
| Miskolc Gömöri felüljáró                                                    |     | Miskolc                                   | Borsod-Abaúj-Zemplén vármegye                                  | Miskolc–Bánréve–Ózd-vasútvonal | 1977       | 221,90                |                      | 3-as főút Gömöri felüljáró | Gerenda híd(lemez, rácsos gerenda főtartó is) |
| Y-híd (Miskolc)                                                             |     | Miskolc                                   | Borsod-Abaúj-Zemplén vármegye                                  | Miskolc–Bánréve–Ózd, Miskolc–Tornanádaska, Hatvan–Miskolc–Szerencs–Sátoraljaújhely-vasútvonalak                                                      | 2022       | 118,90                |                      | 3604-es út Vörösmarty Mihály utca felüljárója | előre gyártott, valamint monolit vasbeton szerkezetű, vasút feletti, 12+4 támaszú, háromágú Y-híd |
| Korongi híd                                                                 |     | Letenye                                   | Zala vármegye                                                  | M7 | 2004       | 115,6                 | 62                   | M70-es autópálya felüljárója | |
| Karcagpusztai felüljáró                                                     |     | Karcag                                    | Jász-Nagykun-Szolnok vármegye                                  | Budapest–Záhony-vasútvonal és 4-es főút | 2014       | 113                   |                      | 34103-as út felüljárója | [ 41 ] |
| Makói Maros-híd                                                             |     | Makó-Kiszombor                            | Csongrád-Csanád vármegye                                       | Maros | 1974       | 112,60                |                      | 43-as főút hídja | 3 db ferde kábellel, vagy rúddal merevített gerenda |
| Sajó-híd (Miskolc)                                                          |     | Miskolc                                   | Borsod-Abaúj-Zemplén vármegye                                  | Sajó | 2014       | 104                   |                      | 306-as főúti híd | északi elkerülő úton |
| M30 autópálya-felüljáró                                                     |     | Miskolc                                   | Borsod-Abaúj-Zemplén vármegye                                  | 3-as főút | 2004       | 179,70                | 45                   | közúti híd | vasbetonlemezzel együttdolgozó acél főtartós gerendahíd Támaszköz:38,00 m+45,00m+45,00m+35,00m (179,70 m) |
| Zielinski Szilárd Kikötői híd                                               |     | Balatonföldvár                            | Somogy vármegye                                                | Balaton | 1905       | 102                   |                      | gyalogos híd | [ 43 ] |
| Kányavári híd                                                               |     | Balatonmagyaród                           | Zala vármegye                                                  | Kis-Balaton | 1983       | 80                    |                      | gyalogos híd | Felavatására csak 1985-ben került sor, 2006-ban megújult |
| Árpád híd (Ráckeve)                                                         |     | Ráckeve                                   | Pest vármegye                                                  | Ráckevei-Duna | 1897       | 68,20                 |                      | közúti híd | mai híd 1949-ben épült |
| Balatonszentgyörgyi felüljáró                                               |     | Balatonszentgyörgy                        | Somogy vármegye                                                | 26-os és Budapest–Murakeresztúr-vasútvonal, Sablon:7501-es mellékút (Magyarország)                                                                   | 2020       | 365                   | 44                   | közúti híd | M76-os autóút felüljárója, 9 pillérrel és 11 támaszközzel |
| Aranyosvölgyi völgyhíd                                                      |     | Veszprém                                  | Veszprém vármegye                                              | Séd-patak völgye | tervezett  | 350                   |                      | közúti völgyhíd | |
| Köztársaság úti felüljáró                                                   |     | Gödöllő                                   | Pest vármegye                                                  | Budapest–Sátoraljaújhely-vasútvonal | 2019       | 143                   | -                    | közúti híd | [ 46 ] |
| Tópark felüljáró                                                            |     | Biatorbágy                                | Pest vármegye                                                  | M1 autópálya | 2010       | ?                     | 44,11                | közúti híd | ortotrop acél pályalemezes, egycellás szekrény, teljes átadása 2017-ben. keresztmetszetű gerendahíd |
| Hódmezővásárhely elkerülő út végcsomóponti hídja                            |     | Hódmezővásárhely                          | Csongrád-Csanád vármegye                                       | 472-es főút felett átvezetett 47-es főút körhíd "A" és "B" jelű híd ágai                                                                             | 2018       | 219,72 és 196,98      | 29,97                | közúti híd | Gerenda (lemez, rácsos gerenda főtartó is) híd |
| 74-es főút felüljárója                                                      |     | Alsóújlak                                 | Vas vármegye                                                   | 17-es vasútvonal | Tervezett  | 162                   |                      | közúti híd | Négytámaszú völgyhíd |
| Újhegyi völgyhíd                                                            |     | Balatonszentgyörgy és Balatonújlak között | Somogy vármegye                                                | völgy | 2008       | 301,80                | 42,20                | M7-es autópályahíd | 7 nyílású gerenda (lemez, rácsos gerenda főtartó is) |
| Bagódombi völgyhíd                                                          |     | Balatonszemes                             | Somogy vármegye                                                | Horog utca | 2005       | 184,33                | 37,31                | M7-es autópálya híd | 5 nyílású gerenda (lemez, rácsos gerenda főtartó is) |
| Eb-hegyi völgyhíd                                                           |     | Balatonszárszó                            | Somogy vármegye                                                | Balatonszárszói bekötút | 2005       | 264                   | 29,90                | M7-es autópálya híd | 7 nyílású gerenda (lemez, rácsos gerenda főtartó is) |
| Öreg-hegyi völgyhíd                                                         |     | Balatonőszöd                              | Somogy vármegye                                                | Haraszti-völgy | 2005       | 113,88                | 25,11                | M7-es autópálya híd | 4 nyílású gerenda (lemez, rácsos gerenda főtartó is) |
| Csikászó völgyhíd                                                           |     | Balatonendréd                             | Somogy vármegye                                                | Záportározó völgye | 2007       | 165,60                | 24,90                | M7-es autópályahíd | 5 nyílású gerenda (lemez, rácsos gerenda főtartó is) |
| 260-as főút (Magyarország)                                                  |     | Sajószentpéter                            | Borsod-Abaúj-Zemplén vármegye                                  | Sajó (folyó) | tervezett  | 164,10                |                      | közúti híd | gerenda |
| Halasi-úti vasút feletti híd                                                |     | Kecskemét                                 | Bács-Kiskun vármegye                                           | 541-es főút | 1982       | 287,60                | 20,54                | közúti híd | 14 nyílásos gerenda (lemez, rácsos gerenda főtartós) híd |
| M2-es autóút A7 jelű híd                                                    |     | Nőtincs                                   | Nógrád vármegye                                                | | tervezett  | 330                   |                      | közúti híd | [ 50 ] |
| M2-es autóút A8 jelű híd                                                    |     | Nőtincs                                   | Nógrád vármegye                                                | Lókos-patak | tervezett  | 1225                  |                      | közúti híd | [ 50 ] |
| M2-es autóút A9 jelű híd                                                    |     | Rétság                                    | Nógrád vármegye                                                | Pusztaszántói-patak | tervezett  | 445                   |                      | közúti híd | [ 50 ] |
| M2-es autóút A10 jelű híd                                                   |     | Rétság                                    | Nógrád vármegye                                                | Jenői-patak | tervezett  | 450                   |                      | közúti híd | [ 50 ] |
| M2-es autóút A11 jelű híd                                                   |     | Rétság                                    | Nógrád vármegye                                                | Bánki-patak | tervezett  | 420                   |                      | közúti híd | [ 50 ] |

## Magyarország leghosszabb vasúti hídjai
| Név                                | Kép | Település               | Áthidalás                                                                            | Átadás éve | Teljes hossza | Legnagyobb nyílás | Funkció | Egyéb |
| ---------------------------------- | --- | ----------------------- | ------------------------------------------------------------------------------------ | ---------- | ------------- | ----------------- | --- | --- |
| Nagyrákosi völgyhíd                |     | Nagyrákos               | Zala völgye                                                                          | 2001       | 1399          | 93                | Boba–Bajánsenye-vasútvonal vasúti völgyhídja                                                                                         | 2010-ben villamosítva |
| Újpesti vasúti híd                 |     | Budapest                | Duna                                                                                 | 1896       | 673,4         | 93                | Budapest–Esztergom-vasútvonal vasúti hídja                                                                                           | |
| Kiskörei Tisza-híd                 |     | Kisköre és Abádszalók   | Tisza                                                                                | 1887       | 584           | 64                | Kál-Kápolna–Kisújszállás-vasútvonal és 3209-es mellékút                                                                              | az ország egyetlen közös használatú közúti és vasúti hídja                                                                                             |
| Türr István híd                    |     | Baja                    | Duna                                                                                 | 1908       | 582           | 103,48            | Bátaszék–Kiskunhalas-vasútvonal és 55-ös főút                                                                                        | külön pályán vasúti és közúti híd |
| Beszédes József híd                |     | Dunaföldvár             | Duna                                                                                 | 1930       | 518           | 136,80            | Dunaföldvár–Solt-vasútvonal és 52-es főút                                                                                            | 2001-ig vasúti hídként is funkcionált |
| Szentes–csongrádi vasúti Tisza-híd |     | Szentes és Csongrád     | Tisza                                                                                | 1903       | 500,8         | 20                | Kiskunfélegyháza–Orosháza-vasútvonal                                                                                                 | a jelenlegi átkelőt 1986-ban adták át |
| Összekötő vasúti híd               |     | Budapest                | Duna                                                                                 | 1877       | 477           | -                 | Körvasút | átépítve 2021-2022-ben, egyben kibővítve harmadik vágánnyal                                                                                            |
| Algyői vasúti Tisza-híd            |     | Algyő                   | Tisza                                                                                | 1870       | 470           | 104               | Szeged–Kötegyán-vasútvonal | |
| Szegedi vasúti Tisza-híd           |     | Szeged                  | Tisza                                                                                | 1858       | 439           | 41,48             | Szeged–Temesvár-vasútvonal | a második világháborúban elpusztult, ideiglenes helyreállítást követően az 1960-as években végleg elbontották                                          |
| Tiszaugi vasúti Tisza-híd          |     | Tiszaug                 | Tisza                                                                                | 1929       | 311           | 100               | Kiskunfélegyháza–Kunszentmárton-vasútvonal                                                                                           | |
| Somlyó völgyhíd                    |     | Salgótarján             | völgy                                                                                | 1912       | 200           | 28                | kisvasúti híd | jelenleg földdel betemetve |
| Biatorbágyi vasúti viadukt         |     | Biatorbágy              | közút és völgy                                                                       | 1898       | ~100          | 40,6              | Budapest–Hegyeshalom–Rajka-vasútvonal                                                                                                | a hídpálya 1933-ban újjáépült, 1979-től forgalmon kívül helyezve                                                                                       |
| Balsai Tisza-híd                   |     | Balsa                   | Tisza                                                                                | 1930       | -             | -                 | Hegyközi Kisvasút és Nyírvidéki Kisvasút                                                                                             | a második világháború idején megsemmisült közúti-vasúti híd                                                                                            |
| Barátság híd                       |     | Komárom                 | Duna                                                                                 | -          | 540           | -                 | Komárom–Révkomárom-vasútvonal | a jelenlegi hidat 1954-ben adták át |
| Szolnoki vasúti Tisza-híd          |     | Szolnok                 | Tisza                                                                                | 1857       | -             | -                 | Budapest–Záhony-vasútvonal Szajol–Lőkösháza-vasútvonal és Tiszatenyő–Hódmezővásárhely–Makó-vasútvonal                                | |
| Ferencváros pályaudvari vasúti híd |     | Budapest                | Budapest–Kelebia-vasútvonal vágányai és nyugati rendező (észak-déli irányú) vágányai | tervezett  | 213           | -                 | egy vágányú vasúti híd | A hosszabb szerkezet egy 213 méteres, háromtámaszú, alsópályás, a rövidebb pedig egy 81 méteres, kéttámaszú, szintén alsópályás, rácsostartós acélhíd. |
| Kisvasúti Bodrog-híd               |     | Sárospatak,Bodroghalász | Bodrog                                                                               | 1913       | 138           | 45                | Hegyközi Kisvasút | acéltartós híd, amely két mederpilléren támaszkodva, 3 db 45 m hosszú hídelemből áll, 1980-tól forgalmon kívül                                         |
| Várpalota vasúti híd               |     | Várpalota               | 8-as főút                                                                            | 2017       | 120           | -                 | a Székesfehérvár–Szombathely-vasútvonal vasúti felüljárja a 8-as főút felettw\|acéltartós híd, amely vasbeton pilléreken támaszkodik | |